# Provincia de Liubliana
La provincia de Liubliana (en italiano Provincia di Lubiana) fue una provincia del Reino de Italia proclamada por real decreto de 3 de mayo de 1941, establecida en territorios de la actual Eslovenia al sur de la línea Vrhnika-Jezica-Cerklje, producto del desmembramiento del Reino de Yugoslavia alcanzado en el reparto acordado en Viena de abril de 1941 por la Italia fascista y la Alemania nazi. Tras la capitulación de Italia en septiembre de 1943, la provincia fue ocupada por el Tercer Reich, que la incorporó a su Zona de Operaciones del Litoral Adriático (Adriatisches Küstenland). El territorio ocupado fue liberado en mayo de 1945.